# Phare d'East Point
Le phare d'East point est un phare situé sur la pointe est de l'île Saturna marquant la Boundary Pass (en) sur la côte sud-est de l'île de Vancouver, dans le District régional de la Capitale (Province de la Colombie-Britannique), au Canada.
Ce phare est géré par la Garde côtière canadienne .
Ce phare patrimonial  est répertorié par la loi sur la protection des phares patrimoniaux (en)  en date du 23 mai 2013.

## Histoire
Le premier phare a été construit en 1888 sur la pointe est de l'île Saturna. C'était une tour pyramidale en bois de près de 18 m attenante à une maison de gardien. Il a été équipé d'une véritable corne de brume en 1939. Le vieux phare a été remplacé en 1948 par une tour métallique à claire voie équipée d'une balise moderne et l'habitation du gardien a été rénovée. Il a été automatisé en 1996.

## Description
Le phare actuel, datant de 1948, est une tourelle pyramidale  blanche, avec une galerie et une lanterne  rouge, de 14 m de haut. Automatique, 1l émet, à une hauteur focale de 37 m, un éclat blanc et rouge toutes les 15 secondes. La portée nominale du feu blanc est de 17 milles nautiques (environ 31 km) et le feu rouge est de 8 milles nautiques (environ 15 km). 
La station est sur la Réserve de parc national des Îles-Gulf . 
Les bâtiments servent désormais au personnel du parc.
Identifiant : ARLHS : CAN-411 - Amirauté : G-5368 - NGA : 13504 - CCG : 0267 .

## Caractéristique duFeu maritime
Fréquence : 15 secondes (W-R)
- Lumière : 0.15 seconde
- Obscurité : 14.85 secondes

|           |
| Îles-Gulf |

|                          |
| East point (Île Saturna) |

### Lien connexe
- Liste des phares de la Colombie-Britannique